# Binocle d'imatge estabilitzada

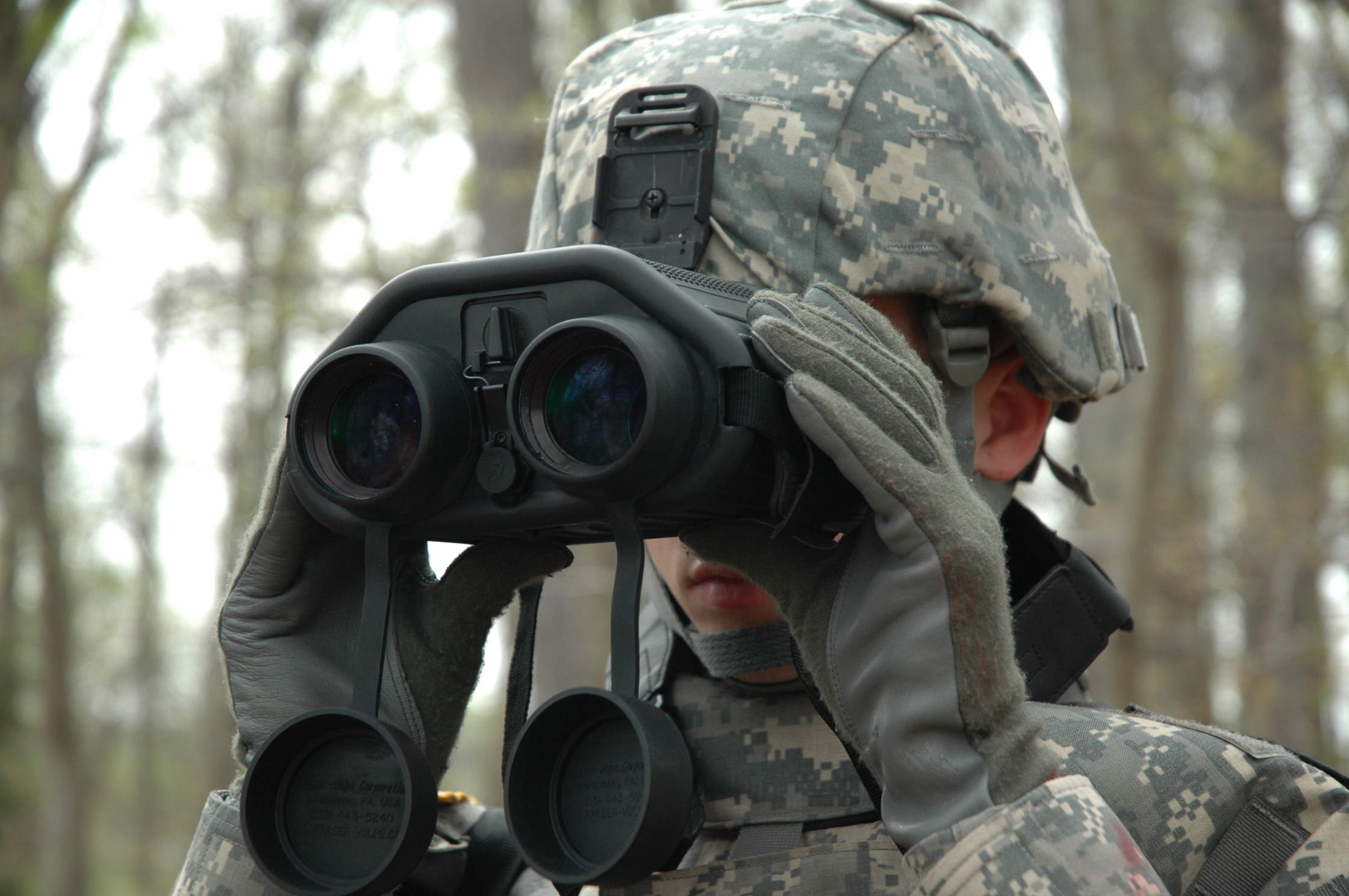
Un soldat de l'exèrcit nord-americà emprant uns binocles estabilitzats M25

Uns binocles d'imatge estabilitzada són uns binocles que tenen un mecanisme per disminuir el moviment aparent de la vista causat pel moviment dels propis binocles. S'han utilitzat un gran varietat de mecanismes diferents per a l'estabilització de la imatge.
Estan dissenyats per minimitzar el tremolor de la imatge en els prismàtics de mà. Els prismàtics de major potència apropen més la imatge, però el moviment d'imatge també és més gran inclus amb un petit moviment de les mans. La tecnologia d'estabilització d'imatge en prismàtics garanteix l'ajust instantani de la imatge per compensar aquest moviment. Les principals marques que fabriquen prismàtics estabilitzats per la imatge són Canon, Fujinon, Nikon, Carl Zeiss i Bushnell.

## Sistemes actius
En aquests sistemes, el canvi d'actitud dels prismàtics es detecta electrònicament i es modifica alguna part del sistema per corregir aquest desplaçament. Es pot desplaçar un grup de lents o es pot canviar l'angle d'un prisma ple de fluid.

## Sistemes passius
En aquests altres sistemes no hi ha cap retroalimentació d'un sensor a l'element corrector. Tot el binocular es pot estabilitzar mitjançant l'ús d'un giroscopi, o els prismes binocles es poden desenganxar de les carcasses, de manera que no es vegin afectats pel moviment binocular.

## Ús
Els prismàtics estabilitzats per imatge s'utilitzen amb freqüència quan es veuen des d'un objecte en moviment com un vaixell o un avió. També són molt útils amb prismàtics d'alta potència. Els prismàtics estabilitzats per imatge s'han tornat populars entre els astrònoms aficionats.

## Altres estabilitzadors òptics d'imatge
L'estabilització d'imatge també s'utilitza en lents de vídeo i càmera.